# Tommy Flanagan (színművész)
Tommy Flanagan (Glasgow, 1965. július 3. –) skót színész.
Legismertebb televíziós alakítása Filip "Chibs" Telford a Kemény motorosok (2008–2014) című bűnügyi drámasorozatban. Vendégszereplőként a Mayans M.C. (2019) című spin-off sorozatban is feltűnt. Ugyanebben az évben a Netflix Wu Wei: Az öt elem küzdelme című harcművészeti sorozatában kapott főszerepet.
Filmes szereplései közé tartozik A rettenthetetlen (1995), az Ál/Arc (1997), a Gladiátor (2000), a Nyeretlenek (2002), az Alien vs. Predator – A Halál a Ragadozó ellen (2004), az Ismeretlen hívás (2006), a Füstölgő ászok (2006) és a Füstölgő ászok 2.: Bérgyilkosok bálja (2010).

## Fiatalkora
Glasgow Easterhouse nevű, szegények lakta városrészében született és nőtt fel. Mielőtt a színészet felé fordult, DJ-ként dolgozott egy szórakozóhelyen. Jellegzetes sebhelyeit itt szerezte, amikor késsel támadtak rá. Az incidens után Robert Carlyle és Caroline Paterson skót színészek javaslatára kezdett színjátszással foglalkozni, Carlyle Raindog nevű színtársulatában.

## Filmográfia

### Film
| Év   | Magyar cím                                    | Eredeti cím                               | Szerep                  | Magyar hang           |
| ---- | --------------------------------------------- | ----------------------------------------- | ----------------------- | --------------------- |
| 1995 | A rettenthetetlen                             | Braveheart                                | Morrison                | Barabás Kiss Zoltán   |
| 1997 | Az Angyal                                     | The Saint                                 | Scarface                |                       |
| 1997 | Ál/Arc                                        | Face/Off                                  | Leo                     |                       |
| 1997 |                                               | The Detail                                | ismeretlen szerep       |                       |
| 1997 | Játsz/ma                                      | The Game                                  | jogtanácsos / taxisofőr |                       |
| 1999 | Doktor zsiványok                              | Plunkett & Macleane                       | Eddie                   |                       |
| 1999 | Patkányfogó                                   | Ratcatcher                                | Da                      |                       |
| 2000 | Gladiátor                                     | Gladiator                                 | Cicero                  | Viczián Ottó          |
| 2000 | Sunset Strip – A jövő útja                    | Sunset Strip                              | Duncan                  |                       |
| 2000 |                                               | Hidden (rövidfilm)                        | McCracken               |                       |
| 2001 | Sinatra árnyékában                            | Strictly Sinatra                          | Michelangelo            |                       |
| 2001 |                                               | Dead Dogs Lie                             | Michael                 |                       |
| 2002 | Nyeretlenek                                   | All About the Benjamins                   | Williamson              | Zámbori Soma          |
| 2003 | Charlie angyalai: Teljes gázzal               | Charlie's Angels: Full Throttle           | ír bűnöző               | Barabás Kiss Zoltán   |
| 2004 | Trauma                                        | Trauma                                    | Tommy                   | Szabó Máté            |
| 2004 | Alien vs. Predator – A Halál a Ragadozó ellen | Alien vs. Predator                        | Mark Verheiden          | Bede-Fazekas Szabolcs |
| 2005 | Sin City – A bűn városa                       | Sin City                                  | Brian                   | Halmágyi Sándor       |
| 2006 | Az utolsó bevetés                             | The Last Drop                             | Dennis Baker közlegény  |                       |
| 2006 | Ismeretlen hívás                              | When a Stranger Calls                     | ismeretlen hívó         | Szatmári Attila       |
| 2006 | Füstölgő ászok                                | Smokin' Aces                              | Lazlo Soot              | Zágoni Zsolt          |
| 2008 | Hős kerestetik                                | Hero Wanted                               | Derek                   | Mikula Sándor         |
| 2010 |                                               | Luster                                    | Les                     |                       |
| 2010 | Füstölgő ászok 2. – Bérgyilkosok bálja        | Smokin' Aces 2: Assassins' Ball           | Lazlo Soot              | Zágoni Zsolt          |
| 2010 |                                               | Swifty & Veg (rövidfilm)                  | Swifty                  |                       |
| 2013 |                                               | Officer Down                              | Reddy atya              |                       |
| 2015 | Tél                                           | Winter                                    | Woods Weston            |                       |
| 2017 |                                               | Running Wild                              | Jon Kilpatrick          |                       |
| 2017 | Homokvár                                      | Sand Castle                               | McGregor törzsőrmester  |                       |
| 2017 | A galaxis őrzői vol. 2.                       | Guardians of the Galaxy Vol. 2            | Tullk Ul-Zyn            | Bede-Fazekas Szabolcs |
| 2017 | Pillangó                                      | Papillon                                  | álarcos Breton          |                       |
| 2017 |                                               | The Ballad of Lefty Brown                 | Tom Harrah              |                       |
| 2018 | Kamaszkor                                     | Adolescence                               | Shepherd                |                       |
| 2019 |                                               | Killers Anonymous                         | Markus                  |                       |
| 2019 |                                               | The Rising Hawk                           | Tugar                   |                       |
| 2019 |                                               | The Wave                                  | Aeolus                  |                       |
| 2020 | Max Cloud ko(z)mikus odüsszeája               | The Intergalactic Adventures of Max Cloud | Brock Donnelly          | Petridisz Hrisztosz   |
| 2021 |                                               | Montford: The Chickasaw Rancher           | Holden                  |                       |
| 2022 | Fedőneve: Banshee                             | Code Name Banshee                         | Anthony Greene          | Berzsenyi Zoltán      |
| 2024 | Szunnyadó vérebek                             | Sleeping Dogs                             | Jimmy Remis             | Viczián Ottó          |

### Televízió
| Év        | Magyar cím                               | Eredeti cím                       | Szerep                             | Megjegyzések                                                             |
| --------- | ---------------------------------------- | --------------------------------- | ---------------------------------- | ------------------------------------------------------------------------ |
| 1992      |                                          | Screen One                        | ismeretlen szerep                  | 1 epizód                                                                 |
| 1993      |                                          | Tis the Season to be Jolly        | elítélt                            | tévéfilm                                                                 |
| 1993      |                                          | Taggart                           | Tam McLeod                         | 1 epizód                                                                 |
| 1995      |                                          | Jolly: A Life                     | férfi a barlangnál                 | tévéfilm                                                                 |
| 1996      |                                          | Rab C. Nesbitt                    | Sean                               | 1 epizód                                                                 |
| 1996      |                                          | A Mug's Game                      | Paul                               | televíziós sorozat                                                       |
| 1996      |                                          | Bad Boys                          | Harry                              | 1 epizód                                                                 |
| 2000      |                                          | Rebus                             | Thomas Telford                     | 1 epizód                                                                 |
| 2001      | Attila, Isten ostora                     | Attila                            | Bleda                              | - minisorozat (2 epizód) - magyar hangja: - Csankó Zoltán - Seder Gábor  |
| 2008–2014 | Kemény motorosok                         | Sons of Anarchy                   | Filip "Chibs" Telford              | - főszereplő (90 epizód) - magyar hangja: - Haagen Imre - Fazekas István |
| 2009      | 24                                       | 24                                | Gabriel Schector                   | 1 epizód                                                                 |
| 2010      | Hazudj, ha tudsz!                        | Lie to Me                         | Ron Marshall                       | 1 epizód                                                                 |
| 2011      |                                          | Detroit 1-8-7                     | Albert Stram                       | 2 epizód                                                                 |
| 2012      | Esküdt ellenségek: Különleges ügyosztály | Law & Order: Special Victims Unit | Murphy                             | 1 epizód                                                                 |
| 2013      | Birmingham bandája                       | Peaky Blinders                    | Arthur Shelby Sr.                  | 1 epizód (1. évad)                                                       |
| 2015      | Bosszú                                   | Revenge                           | Malcolm Black                      | 3 epizód                                                                 |
| 2015      | Gotham                                   | Gotham                            | Tom "The Knife"                    | 1 epizód                                                                 |
| 2016      | Az indíték                               | Motive                            | Jack Stoker                        | 4 epizód                                                                 |
| 2019      | Wu Wei: Az öt elem küzdelme              | Wu Assassins                      | Alec McCullough                    | főszereplő                                                               |
| 2019      | Mayans M.C.                              | Mayans M.C.                       | Filip "Chibs" Telford              | vendégszereplő (1 epizód)                                                |
| 2020      | Westworld                                | Westworld                         | Martin Conells / Dolores Abernathy | 3 epizód                                                                 |
| 2022–2023 |                                          | Power Book IV: Force              | Walter Flynn                       | főszereplő (1-2. évad)                                                   |

## Fordítás
- Ez a szócikk részben vagy egészben  a   Tommy Flanagan (actor) című angol Wikipédia-szócikk fordításán alapul.  Az eredeti cikk szerkesztőit annak laptörténete sorolja fel. Ez a jelzés csupán a megfogalmazás eredetét és a szerzői jogokat jelzi, nem szolgál a cikkben szereplő információk forrásmegjelöléseként.